# Eucratoscelus constrictus
Eucratoscelus constrictus is een spinnensoort in de taxonomische indeling van de vogelspinnen (Theraphosidae).
Het dier behoort tot het geslacht Eucratoscelus. De wetenschappelijke naam van de soort werd voor het eerst geldig gepubliceerd in 1873 door Gerstäcker.